# Porphyrinia pseudoviridis
Porphyrinia pseudoviridis là một loài bướm đêm trong họ Noctuidae.